# Costo como límite del precio
El costo como límite del precio es una máxima acuñada por el anarquista de mercado Josiah Warren como principio ético para la formación de precios prescribiendo una teoría del precio basada en el trabajo. Warren afirmaba que la compensación "justa" por el trabajo realizado o por un producto sólo podía ser una cantidad equivalente de trabajo o de producto. El “costo” aquí refiere a una cantidad de trabajo ejercida más que al costo monetario. Así, beneficio, renta e interés son considerados en uno u otro nivel acuerdos económicos "injustos". Como Samuel Edward Konkin III anotaría al respecto, "la teoría laboral del valor no distingue entre ganancia y saqueo".
Para Warren existía una diferencia entre el costo y el valor:

Un reloj tiene un costo y un valor. El costo consiste en la cantidad de trabajo conferido al mineral o la riqueza natural, en convertirla en metal, el trabajo conferido por los trabajadores en construir el reloj, el desgaste de las herramientas, el alquiler, la leña, seguros, impuestos, escribanía, y varios otros gastos eventuales de su fabricante, junto con el trabajo invertido en su transmisión de él a su vendedor; junto con el trabajo y gastos contingentes del vendedora de pasarla a la persona que lo utiliza. En algunos de estos departamentos el trabajo es más desagradable, o más perjudicial para la salud que en otros, pero todos estos elementos, o más, constituyen los costos del reloj. El valor de un reloj bien hecho, depende de las cualidades naturales de los metales o minerales empleados, de las cualidades naturales o principios de su mecanismo, sobre los usos a los que se aplica, y en el gusto o deseos del comprador. Sería diferente con cada reloj diferente, con cada comprador, y cambiaría todos los días en las manos del mismo comprador, y con cada uso diferente al cual se le aplica.

Si el precio era dado por el valor y no por el costo, para Warren esto sería «canibalismo». Para criticar el valor como medida del precio, Warren describía que existen cosas que tienen un gran valor y ningún costo:

La interpretación de una pieza de música para la gratificación de uno mismo u otros, en el cual el intérprete siente placer pero no sufrimiento, y el cual es atendido con ningún costo contingente, se puede decir sin ningún costo; no hay, entonces, base para el precio. Puede, sin embargo, ser de gran valor para todos los oyentes.

En consonancia con la tradición de Adam Smith en La riqueza de las naciones, el "costo" del trabajo es considerado un costo subjetivo; por ejemplo, la cantidad de sufrimiento que envuelve.

Es común alegar la diferencia de talentos requeridos: sin esperar probar este alegato falso, es, quizás, suficiente mostrar que los talentos requeridos, ya sea en contar madera, o en cortar una pierna o un brazo, en la medida que cuestan al poseedor, son una base legítima de estimación y del precio; pero los talentos que no cuestan nada, son riqueza natural, y como el agua, tierra, y la luz del sol, deberían ser accesibles para todos sin precio.

El principio de Warren, aparecido en su escrito Equitable Commerce, fue calificado por Wendy McElroy como un "pilar del anarquismo individualista del siglo XIX". Fue defendido y popularizado por Benjamin Tucker en su periódico Liberty y en sus libros. Tucker explicó que hay dos tipos de socialismo, uno autoritario (es decir, Marx) y otro libertario (Proudhon y Warren), pero lo que ambas escuelas de socialismo tienen en común es la teoría del valor trabajo. Tucker explicó las opiniones de Warren de la siguiente manera:

Del principio de Smith de que el trabajo es la verdadera medida del precio -o, como lo expresó Warren, que el costo es el límite apropiado del precio- estos tres hombres [Josiah Warren, Pierre Proudhon, Karl Marx] extrajeron las siguientes conclusiones: que el salario natural del trabajo es igual a su producto; que este salario, o producto, es la única fuente legítima de ingresos (dejando de lado, por supuesto, los regalos, las herencias, etc.); que todos los que derivan ingresos de cualquier otra fuente lo sustraen, directa o indirectamente, del natural y justo salario del trabajo; que este proceso de substracción generalmente toma tres formas: interés, renta y beneficio del capital; que estas tres formas constituyen la trinidad de la usura y son, simplemente, diferentes métodos de imponer un tributo por el uso de capital; que, no siendo el capital más que trabajo almacenado que ha recibido ya su pago completo, su uso debe ser gratuito, bajo el principio de que el trabajo es la única base del precio; que el prestamista de capital se merece el retorno intacto de la cantidad que prestó y nada más; que la única razón por la cual el banquero, el accionista, el terrateniente, el fabricante y el mercader están capacitados para extraer usura desde el trabajo reside en el hecho de que todos ellos están respaldados por privilegios legales o monopolios y que la única manera de asegurar que el trabajo reciba su salario natural -es decir, su producto íntegro- consiste en derribar estos monopolios. —Benjamin Tucker, Socialismo de Estado y anarquismo (1888)

Warren puso en práctica su principio del "costo como límite del precio" en 1827 a través del uso de notas de trabajo, dinero respaldado en la promesa de compensar con horas de trabajo, en la tienda experimental Cincinnati Time Store. Este esquema fue exactamente el mismo propuesto por Pierre-Joseph Proudhon varios años más tarde bajo el nombre de mutuellisme, aunque como afirma Piotr Kropotkin se considera que Proudhon desarrolló esta propuesta económica de manera independiente.